# Die letzte Galavorstellung des Zirkus Wolfsohn
Die letzte Galavorstellung des Zirkus Wolfsohn ist ein 1926 entstandenes deutsches Stummfilm-Zirkusdrama von Domenico Gambino, dessen erste deutsche Inszenierung dies war. Hermann Vallentin übernahm die Hauptrolle.

## Handlung
Eigentlich ist Eva Wolfsohn, Tochter eines Zirkusunternehmers, eine sportliche junge Frau, die mit Pferden umzugehen weiß. Doch eines Tages geht der Gaul, auf dem sie zum Ausritt sitzt, mit ihr durch und droht sie dabei abzuwerfen. Dies sieht der junge Sportsmann Gaston Serrato, der Eva mit seinem Auto soeben passiert. Als furchtloser Tausendsassa, der er ist, jagt er ihr mit seinem Fahrzeug nach und schwingt sich bei voller Fahrt ebenfalls auf das Pferd, um selbiges zu stoppen. Doch es gelingt ihm nicht, und ehe der durchgehende Zossen sie beide in einen Abgrund reißen kann, ergreifen die zwei Reiter den Ast eines Baumes, den sie bei vollem Galopp passieren, und halten sich an ihm fest. Dies ist der Beginn einer unerwarteten Begegnung, aus der im Lauf der Geschichte Liebe erwachsen soll.
Dies alles sieht der Artist Garrigan, der im Zirkus Wolfsohn mit einer Affendressur auftritt, mit wachsendem Missvergnügen, hat er doch selber ein Auge auf die Tochter des Chefs geworfen. Schon lange geht er Eva mit seinen aufdringlichen Liebesschwüren schwer auf den Nerv. Was niemand weiß: er ist auch dafür verantwortlich, dass das Pferd durchging. Eva hat jedoch nur noch Augen für ihren Lebensretter und möchte ihn unbedingt wiedersehen. Mit Hilfe des ihr treu ergebenen Zirkusclowns Polidor arrangiert sie eine Bootsfahrt auf demjenigen See, auf dem Sportsmann Gaston sein Boot ausprobiert, und sorgt dafür, dass Gastons Boot das Ihre zum Kentern bringt. Tatsächlich geschieht das, was Eva geplant hatte: Gaston springt augenblicklich in die nassen Fluten, um die Herzdame vor dem Ertrinkungstod zu retten. Wieder im Trockenen, erhält er für seine “Heldentat” von ihr erstmals einen Kuss.
Garrigan muss mit zunehmender Verbitterung erkennen, dass sich Eva und Gaston immer näher kommen. Kurzerhand fälscht er einen Abschiedsbrief mit Gastons Unterschrift und lässt diesen Eva zukommen. Die fällt in Ohnmacht, und es stellt sich heraus, dass sie offensichtlich von ihrem Liebhaber schwanger ist. Gaston weiß nichts davon, und Evas Vater, der Zirkusdirektor, ist entsetzt über seine “sittenlose” Tochter und wirft sie kurzerhand aus dem Haus. Eva findet Unterschlupf bei Clown Polidor, wo sie auch ihr Kind, einen Jungen, zur Welt bringt. Doch auch hier lässt Garrigan sie nicht in Ruhe, und erst das beherzte Eingreifen des zurückgekehrten Gaston bringt vorerst eine Entscheidung. Gaston erfährt von seiner Vaterschaft und hält daraufhin sogleich beim Zirkusdirektor um Evas Hand an. Doch Garrigan will einfach nicht von Eva lassen und will Rache für die Zurückweisung. Er leitet seinen Affen dazu, das Baby zu entführen. Der türmt mit dem Kind auf einen Schornstein, Eva hinterher. Wieder ist es Gaston, der seine Liebste vor dem Absturz rettet. Da Garrigan mit seinen Untaten wieder keinen Erfolg hatte, steckt er als finalen Akt seines Hasses den gesamten Zirkus Wolfsohn während der letzten Galavorstellung in Brand. Der Schurke kommt dabei ums Leben, während Gaston die ohnmächtig gewordene Eva aus dem Flammenmeer rettet.

## Produktionsnotizen
Die letzte Galavorstellung des Zirkus Wolfsohn entstand wohl bereits 1926, passierte die Filmzensur am 6. Februar 1928 und wurde am 11. April 1928 in Berlins Primus-Palast uraufgeführt. Der mit Jugendverbot belegte Sechsakter besaß eine Länge von 2250 Metern. In Österreich wurde der Streifen unter dem leicht veränderten Titel Zirkus Wolfsons letzte Galavorstellung gezeigt.
Die Filmbauten gestalteten Fritz Willi Krohn und Willi A. Herrmann. Die Tänze choreografierte Robert Negrell.
Dieser Film ist ein Remake des 1916 in Italien entstandenen Streifens Zirkus Wolfsons letzte Galavorstellung.

## Kritiken
Die Salzburger Chronik lobte zwar die “schöne Ausstattung” und “fesselnde Attraktionen”, bemängelte aber “auch mancherlei Unwahrscheinlichkeiten.”
In Die Stunde ist zu lesen: “Der Film ist voll Sensationen und man muß die artistischen Leistungen, die von Tricks nur wenig unterstützt sind, aufrichtig würdigen.”